# Sukomoro (Papar)
Sukomoro is een bestuurslaag in het regentschap Kediri van de provincie Oost-Java, Indonesië. Sukomoro telt 1605 inwoners (volkstelling 2010).